# Ruta Estatal de Nevada 582
La Ruta Estatal de Nevada 582, y abreviada SR 582 (en inglés: Nevada State Route 582) es una carretera estatal estadounidense ubicada en el estado de Nevada. La carretera inicia en el Sur desde la I 15  , US 93 , US 95  en Henderson hacia el Norte en la Eighth Street in Las Vegas. La carretera tiene una longitud de 27 km (16.777 mi).

## Mantenimiento
Al igual que las autopistas interestatales, y las rutas federales y el resto de carreteras estatales, la Ruta Estatal de Nevada 582 es administrada y mantenida por el Departamento de Transporte de Nevada por sus siglas en inglés Nevada DOT.

## Cruces
La Ruta Estatal de Nevada 582 es atravesada principalmente por la  I 11  US 93  US 95  en Las Vegas.